# Calyptoglossa
Calyptoglossa frontalis es una especie de coleóptero adéfago de la familia Carabidae. Es el único miembro del género monotípico Calyptoglossa.